# Geremi Njitap
Geremi Sorele Njitap Fotso (* 20. prosinec 1978) je bývalý kamerunský profesionální fotbalista. Na mezinárodní úrovni reprezentoval Kamerun ve více než 100 utkáních.
Geremi byl univerzálním hráčem, zahrál jak v záloze, tak na kraji obrany, především vpravo. Byl známý pro své zahrávání přímých kopů.

## Klubová kariéra
Od roku 1999 do roku 2003 nastupoval za Real Madrid, na pravém kraji obrany si konkuroval se Španělem Míchelem Salgadem.
V ročníku 1999/2000 s týmem zvítězil v Lize mistrů, přičemž v ní odehrál 8 zápasů. Do finálového vítězného klání s Valencií (3:0) ale nezasáhl. V ročníku 2000/01 získal s Realem trofej z domácí ligy Primera División, Ligu mistrů Real opustil po prohraném semifinále s Bayernem. V ročníku 2001/02 získal Geremi s týmem další výhru v Lize mistrů. Ve čtvrtfinále opět proti Bayernu se Geremi gólově prosadil, v 1. utkání vstřelil úvodní branku, Bayern však doma utkání otočil na 2:1.
Doma Real soupeře porazil 2:0, v semifinále vyřadil Barcelonu a ve finále porazil Bayer Leverkusen 2:1.
Pro sezónu 2002/03 byl poslán hostovat do Anglie, do týmu Middlesbrough FC. V Premier League odehrál 33 utkání a vstřelil 7 branek.
V létě 2003 odešel z Realu Madrid do anglické Chelsea, se kterou podepsal kontrakt na 5 let.

## Reprezentační kariéra
První zápas za reprezentaci si zahrál 13. listopadu 1996, tehdy šlo o přátelský zápas na půdě Brazílie, Kamerun podlehl 0:2.
V roce 2000 vyhrál s Kamerunem Africký pohár národů, když jeho reprezentace ve finále zdolala Nigérii 5:4 na penalty. Geremi sám úspěšně proměnil třetí pokutový kop. Na Letních olympijských hrách v roce 2000 dovedl Kamerunce jako kapitán k celkovému vítězství.
O rok později si zahrál na Konfederačním poháru, avšak Kamerun skončil ve skupině. Roku 2002 se Geremimu a Kamerunu podařilo obhájit vítězství v Africkém poháru národů.